# 春日俊文

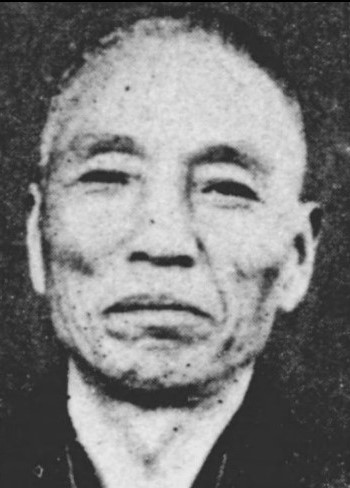
春日俊文

春日 俊文（かすが としふみ、1873年（明治6年）4月20日 - 1937年（昭和12年）6月9日）は、日本の政治家。衆議院議員（立憲政友会）（2期）。

## 略歴・人物
長野県埴科郡屋代町（現千曲市）に生まれる。1895年（明治28年）に和仏法律学校(現・法政大学)を卒業する。1900年（明治33年）中国に留学し、1903年（明治36年）からアメリカに留学する。1906年（明治39年）帰国。
1920年（大正9年）の第14回衆議院議員総選挙、1936年（昭和11年）の第19回衆議院議員総選挙に当選する。また、東亜耐火工業の専務取締役などを務めた。1937年（昭和12年）6月9日に死去。

### 五私鉄疑獄事件
鉄道大臣などを務めた小川平吉の側近で、いわゆる五私鉄疑獄事件によって小川とともに逮捕。
1933年（昭和8年）5月16日、東京地方裁判所で小川とともに無罪の判決を受けるものの検察が控訴。1934年（昭和9年）11月17日、東京控訴院が懲役2年の判決を言い渡し、1936年（昭和11年）9月、大審院で判決が確定した。